# Iron Man & Hulk: Heroes United
Iron Man & Hulk: Heroes United è un film d'animazione direct-to-video della Marvel Animation, il primo del proprio studio al di fuori di qualsiasi joint venture. Il film è il primo lungometraggio di animazione della Marvel del suo blocco TV del Marvel Universe ed è stato indirizzato ai bambini.
Lo studio ha utilizzato un nuovo processo che hanno inventato definito "involucro 2-D". Questo processo inizia con un'animazione tradizionale, quindi lo scannerizza nel computer per avvolgerlo intorno ai "personaggi per dare consistenza e peso agli sfondi e enfatizzare fortemente le espressioni facciali".

## Trama
L'Invincibile Iron Man e l'Incredibile Hulk devono unire le forze per salvare la Terra dalla sua più grande minaccia. Quando due scienziati Hydra cercano di potenziare un reattore Arc drenando l'energia gamma di Hulk e Abominio (quest'ultimo era stato mandato a catturare Hulk), creano un essere di pura energia elettrica chiamato Zzzax, affamato di energia e distruzione. Insieme, Iron Man e Hulk sono l'unica forza che ostacola il blackout planetario di Zzzax. Ma prima, il duo super eroico dovrà superare Wendigos e robot mortali (mandroidi).

## Produzione
Nell'ottobre del 2012, Marvel Animation Studios ha annunciato la sua prima produzione DTV, diretta al film, Iron Man & Hulk: Heroes United , che era prevista per il 23 aprile 2013. L'uscita è stata rinviata a dicembre 2013. Il film è stato distribuito il 3 dicembre 2013.
Le recensioni del film non erano favorevoli. Le vendite totali della pellicola ammontano a $325,986.

## Home video
Il film è stato distribuito direttamente per il mercato home video. Nel disco sono presenti i seguenti contenuti speciali:
- Marvel Team-Ups Discussion
- Marvel Mashups